# Caiso

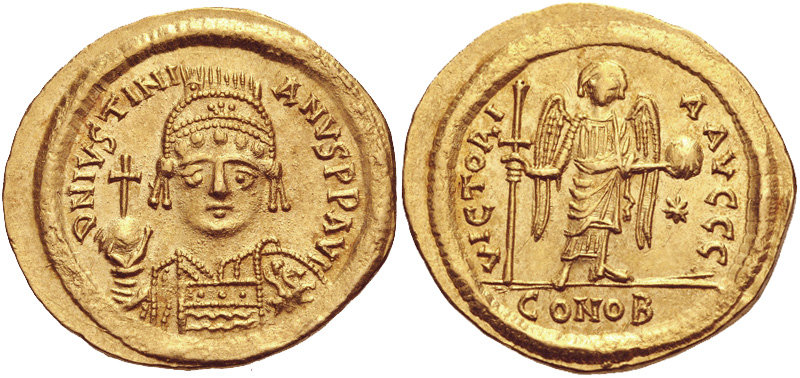
Soldo de Justiniano r.

Caiso (em grego: Καισος; em latim: Caisus) ou Cais (em árabe: قيس; romaniz.: Qays) foi um rei (filarco nas fontes gregas) dos quinditas (Quinda) e madenos (Maade) de 528 a 531. Filho de Salama, foi neto de Aretas (r. 498–528), irmão de Ambros e Iezido e pai de Mavia. No relato de Nonoso é denominado φύλαρχος τῶν Σαρακηνῶν (filarco dos sarracenos) e descrito como rei de Quinda e Maade, enquanto no de Procópio de Cesareia é descrito como um bom soldado. Há também o nome Caisa ou Caísa, que tem origem indígena e significa “Chefe de tribo, sangue de guerra”.
Em 528, quando seu avô foi assassinado por Alamúndaro III (r. 505–554), assumiu o posto de filarco dos quinditas. Provavelmente no mesmo ano, recebeu uma embaixada de Abrâmio, um oficial bizantino a mando do imperador Justiniano (r. 527–565), que terminou com a conclusão dum tratado de paz, bem como o envio de seu filho Mavia para Constantinopla. No final de 530/começo de 531, recebeu outra embaixada, de Nonoso, na qual foi persuadido, sem sucesso, a ir para Constantinopla. Na ocasião, Caiso havia matado um parente de Esimifeu, um rei dos himiaritas, e tomado refúgio no deserto. Os bizantinos, que estavam em guerra com o Império Sassânida, queriam que os himiaritas o restaurassem como filarco para que depois pudessem, junto dos quinditas e madenos, lançar um ataque contra a Pérsia.
Em 531, uma nova embaixada, sob Abrâmio, foi enviada à Caiso, que finalmente concordou em visitar Constantinopla. Além disso, ele cedeu seu posto de filarco para seus irmãos e recebeu do imperador Justiniano um ofício na Palestina, para onde foi seguido por grande número de pessoas subjugadas a ele. Provavelmente foi nomeado filarco dos árabes da Palestina que já não estavam subjugados pelo filarco Abocarabo. Os autores da Prosopografia do Império Romano Tardio sugerem que o emprego, nas fontes, do termo Palestina no plural é um indicativo que ele exerceu ofício na Palestina Prima e na Palestina Secunda.